# Иван Сокачев
Иван Ангелов (Ангелакиев) Сокачев е български военен деец, спортен функционер и общественик, автор на известната песен „Ален мак“ (1913).
Военната кариера на Иван Сокачев преминава през всички войни, които България води до 1945 г. Виден и деен общественик, деятел на ловното движение, писател (с псевдоним Ален мак), журналист.

## Биография
Роден е в семейството на адвокат във Враца на 8 ноември 1887 г. Завършва Военното на Негово Величество училище, където учи с бъдещите генерали Владимир Стойчев и Крум Лекарски, като е произведен в чин подпоручик на 2 август 1908 г.
Военна кариера
До 1912 г. служи във 2-ри артилерийски полк във Враца. Заминава на фронта още в първите дни на Балканската война (1912 – 1913), после участва в Междусъюзническата война (1913). Служи във Варненския укрепен пункт, а от 1922 г. е в 1-во артилерийско отделение. Същата година е уволнен от редовна военна служба.
Участва във войната на България срещу Нацистка Германия (1944 – 1945). Като старши офицер от Българската армия Сокачев е награден от маршал Толбухин за проявена лична храброст със съветския орден „Александър Невски“ ІІ степен, с който са удостоени малко българи. Кавалер е и на други ордени, сред които германският Железен кръст и 2 ордена „За храброст“.
Представител е на България в Комисията по репарациите във Виена след края на Втората световна война.
Военни звания: подпоручик (2 септември 1908), поручик (22 септември 1911), капитан (18 май 1915), майор (27 февруари 1918), подполковник.
Друга дейност
Уволнява се от военна служба (1922) заради здравословни проблеми. Посвещава 10 години от своя живот на първото в България трудово горско стопанство „Тича“ в Лонгоза край село Долни чифлик, където е управител. Само за 4 години под негово ръководство там са построени 2 фабрики, 3 гатерни работилници, железопътна гара, газогенераторна станция (106 конски сили), читалище, столарско (мебелно) училище, прокаран е водопровод. Създава дивечовъдната станция „Шерба“ (1931), основава първия развъдник за едър дивеч „Марин тепе“, където се отглеждат благородни елени.
Името му е свързвано и с дълголетната история на националното ловно движение, представител е на България в Международния ловен съвет.
Той е инициатор на създаването на Обща федерация на спортните организации в България, член е на ръководството на Българския олимпийски комитет. Председател е на Комитета за защита на природата и горите и на Върховния стрелкови комитет, както и първият председател на Българското киноложко дружество.
Трудов лагер
През септември 1948 г. неочаквано е отзован от Комисията по репарациите в Австрия и още с пристигането му в България е арестуван. Задържан е в Дирекцията на милицията, изправен е пред съда с обвинение в „сътрудничество с фашистката власт“.
Изпратен е в трудовия лагер край с. Богданов дол, Пернишко. Умира там при неизяснени обстоятелства – по съобщение от началника на лагера до роднините му той се бил обесил в момент на психическа депресия на 26 февруари 1949 г..

## Творчество
Голяма част от творчеството му е събрана в юбилейния сборник с над 714 страници разкази, фейлетони и студии, посветени на любовта му към природата, животните, лова, трудовата повинност и военното дело, издаден през 1939 г. по случай 25-годишната му творческа, обществена и ловна дейност.
Особено известно е неговото стихотворение „Ален мак“, написано на фронта след бой при Чаталджа през 1913 г. Когато се връща от фронта, го дава на музикантите от оркестъра на ресторант „Дълбок зимник“ край Орлов мост в София, те създават музика и включват песента в репертоара си. Лидерът на социалистите Димитър Благоев харесва много песента и започва всеки ден да наминава, за да я чуе. Песента придобива широка популярност, мнозина социалисти я считат за свой химн, а авторът взема заглавието за свой литературен псевдоним.
Изследвано е творческото му наследство по ловното дело и защитата на природата. Автор е на „История на ловнострелческата организация „Сокол“ (1898 – 1939 г.)“ и на популярния „Завет на сдружения ловец“. Той е сътрудник и главен редактор на сп. „Ловец“. Издава книгите „Ловен алманах“ и „Ловознание“. Пише десетки статии за биологията на ловностопанските животни, живота на ловните дружества и на ловци, създава пиеси с ловна тематика, текстове за песни и маршове, стотици стихотворения за красотата на природата.

## Памет
По инициатива на внучката му Светла Сокачева в град Долни чифлик през 2007 г. се провежда национално честване, посветено на 120-а годишнина от рождението на Иван Сокачев, като е открит негов паметник.
Паметна плоча на подп. Иван Сокачев е открита в град Враца през 2009 г. Плочата е монтирана на сградана на Ловния дом на ул. „Иванка Ботева“ 1 и открита от едноименния му внук Иван Сокачев. 